# Артига
Артига́ (фр. и окс. Artigat) — коммуна во Франции, находится в регионе Окситания. Департамент коммуны — Арьеж. Входит в состав кантона Ле-Фосса. Округ коммуны — Памье.
Код INSEE коммуны — 09019.

## Население
Население коммуны на 2008 год составляло 540 человек.
| 1962 | 1968 | 1975 | 1982 | 1990 | 1999 | 2008 |
| ---- | ---- | ---- | ---- | ---- | ---- | ---- |
| 422  | 470  | 460  | 367  | 416  | 516  | 540  |

## Экономика
В 2007 году среди 332 человек в трудоспособном возрасте (15—64 лет) 238 были экономически активными, 94 — неактивными (показатель активности — 71,7 %, в 1999 году было 59,0 %). Из 238 активных работали 202 человека (104 мужчины и 98 женщин), безработных было 36 (22 мужчины и 14 женщин). Среди 94 неактивных 21 человек был учеником или студентом, 43 — пенсионерами, 30 были неактивными по другим причинам.

## Знаменитые жители
- Мартен Герр — французский крестьянин XVI века, чью личность присвоил авантюрист Арно дю Тиль.